# Deanna Lund
Pour les articles homonymes, voir Lund.
Deanna Lund est une actrice américaine, née le 30 mai 1937 à Oak Park dans l'Illinois (États-Unis) et morte le 22 juin 2018 dans le quartier Century City de la ville de Los Angeles.

## Filmographie

### Cinéma
- 1965 : Once Upon a Coffee House : Corrine
- 1965 : Sting of Death : Jessica, honey blond
- 1965 : Mes femmes américaines (Una Moglie americana)
- 1965 : Dr. Goldfoot and the Bikini Machine de Norman Taurog : Robot
- 1966 : La Statue en or massif (The Oscar) : Bit
- 1966 : Out of Sight : Tuff Bod
- 1966 : Paradis hawaïen (Paradise, Hawaiian Style) : Bit part
- 1966 : Johnny Tiger : Louise
- 1966 : Le Tombeur de ces dames (Spinout) : Redhead Beauty
- 1966 : Dimension 5 : Miss Sweet
- 1966 : The Swinger : Bit
- 1967 : Tony Rome est dangereux (Tony Rome) : Georgia McKay
- 1968 : Panic in the City : Blonde
- 1975 : La Cité des dangers (Hustle)
- 1980 : Au boulot... Jerry ! (Hardly Working) : Millie
- 1985 : Le Justicier de Miami (Stick) : Diane
- 1987 : Hammerhead
- 1989 : Streghe
- 1990 : Lego Elves (en) : Kirsten's mother
- 1990 : Transylvania Twist : Teacher
- 1992 : Roots of Evil : Marissa
- 1993 : The Girl I Want : Mrs. Andrews
- 1993 : Girl Talk

### Télévision
- 1968 : Au pays des géants (Land of the Giants) (série TV) : Valerie Scott
- 1973 : I Love a Mystery (TV) : Hope
- 1976 : Revenge for a Rape (TV) : Raleigh
- 1963 : Hôpital central (General Hospital) (série TV) : Peggy Lowell (1976)
- 1979 : Hanging by a Thread (TV) : Madame Martin
- 1968 : On ne vit qu'une fois (One Life to Live) (série TV) : Virginia Keyser (1980-81)
- 1991 : Red Wind (TV) : Jane Beckum
- 1992 : Obsession (Obsessed) (TV) : Kathryn